# Таёжный (Кемеровская область)
Таёжный   (шор.  )— посёлок в Тайгинском городском округе Кемеровской области России.

## География
Посёлок Таёжный расположен в северной части Кемеровской области и находится в таёжной зоне.
Уличная сеть состоит из шести географических объектов: ул. Вокзальная, ул. Дудко, ул. Народная, ул. Прохладная, ул. Тихая, ул. Школьная.

## Население
| 2010 |
| ---- |
| 1179 |

Национальный состав
Согласно результатам переписи 2002 года, в национальной структуре населения русские составляли 89 % от общей численности населения в 1348 жителей

## Инфраструктура
Лечебно-исправительное учреждение № 1612/21.

## Транспорт
Железнодорожный и автомобильный транспорт. В посёлке две жд. платформы: 10 км и 11 км.  